# Mürren
Mürren je typická alpská horská vesnice v Berner Oberland, kantonu Bern ve Švýcarsku. Vesnice se nachází ve výšce 1650 m n. m. v nádherné alpské přírodě na úbočích horských svahů. Zajímavostí místa je to, že není dosažitelné běžnou automobilovou dopravou po veřejné silnici. Cestovní ruch je zde aktivní přes léto i zimu. Z Mürren je pěkný pohled na tři tyčící hory: Eiger, Mönch a Jungfrau a sedlo Jungfraujoch. V Mürrenu žije trvale cca 400-450 obyvatel, ale má 2000 hotelových lůžek.

## Historie
Vesnice Mürren byla původně zaměřena na zemědělství, ale s rozvojem letní i zimní turistiky se rozrostla do dnešní velikosti a výstavnosti. Turistika a zimní sporty jsou nedílně spojeny s minulostí Mürren. V zimě roku 1911 přijeli první britští turisté a v roce 1922 založil Sir Arnold Lunn lyžařský spolek "Kandahár club". Od názvu klubu je prý pojmenován závod "Robers Kandaháru-Cup", který proběhl poprvé v roce 1911. Pozn. Lord Roberts roku 1880 v Afghánistánu vyhrál bitvu u Kandaháru.
V Mürren se od roku 1928 pořádá amatérský lyžařský závod Inferno, který je nejdelším amatérským závodem na světě 15,8 km.

Mürren v létě ...
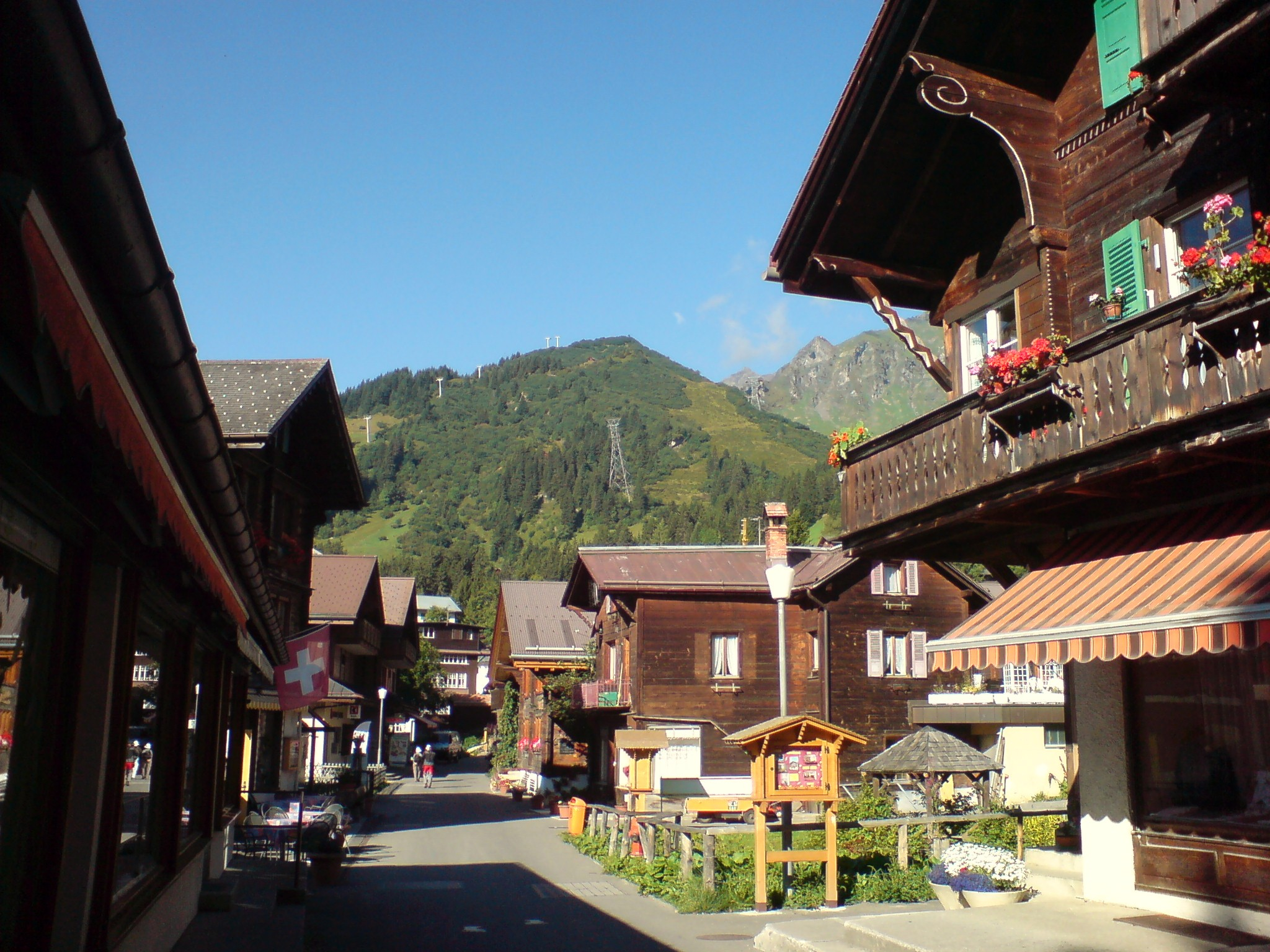
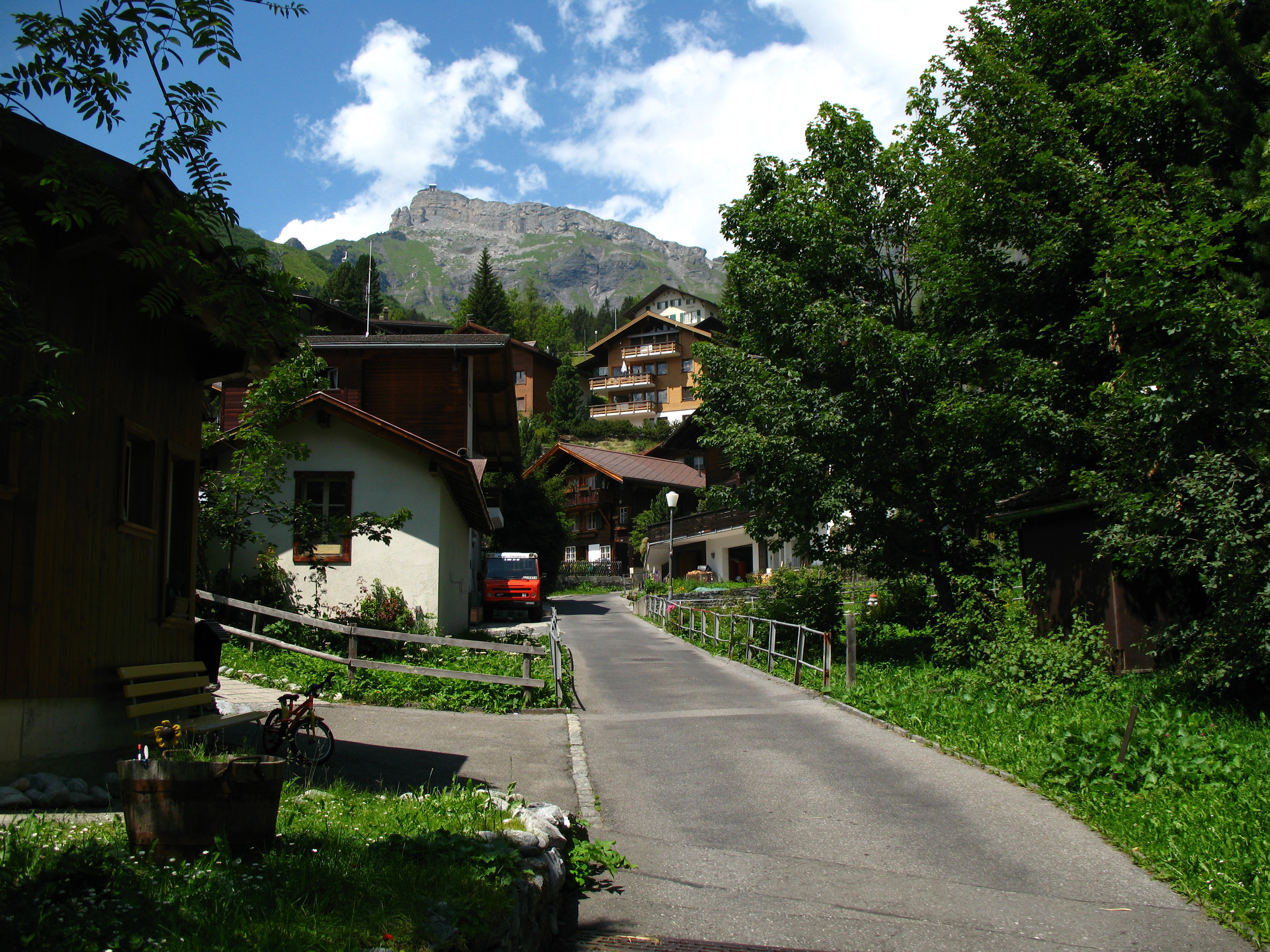
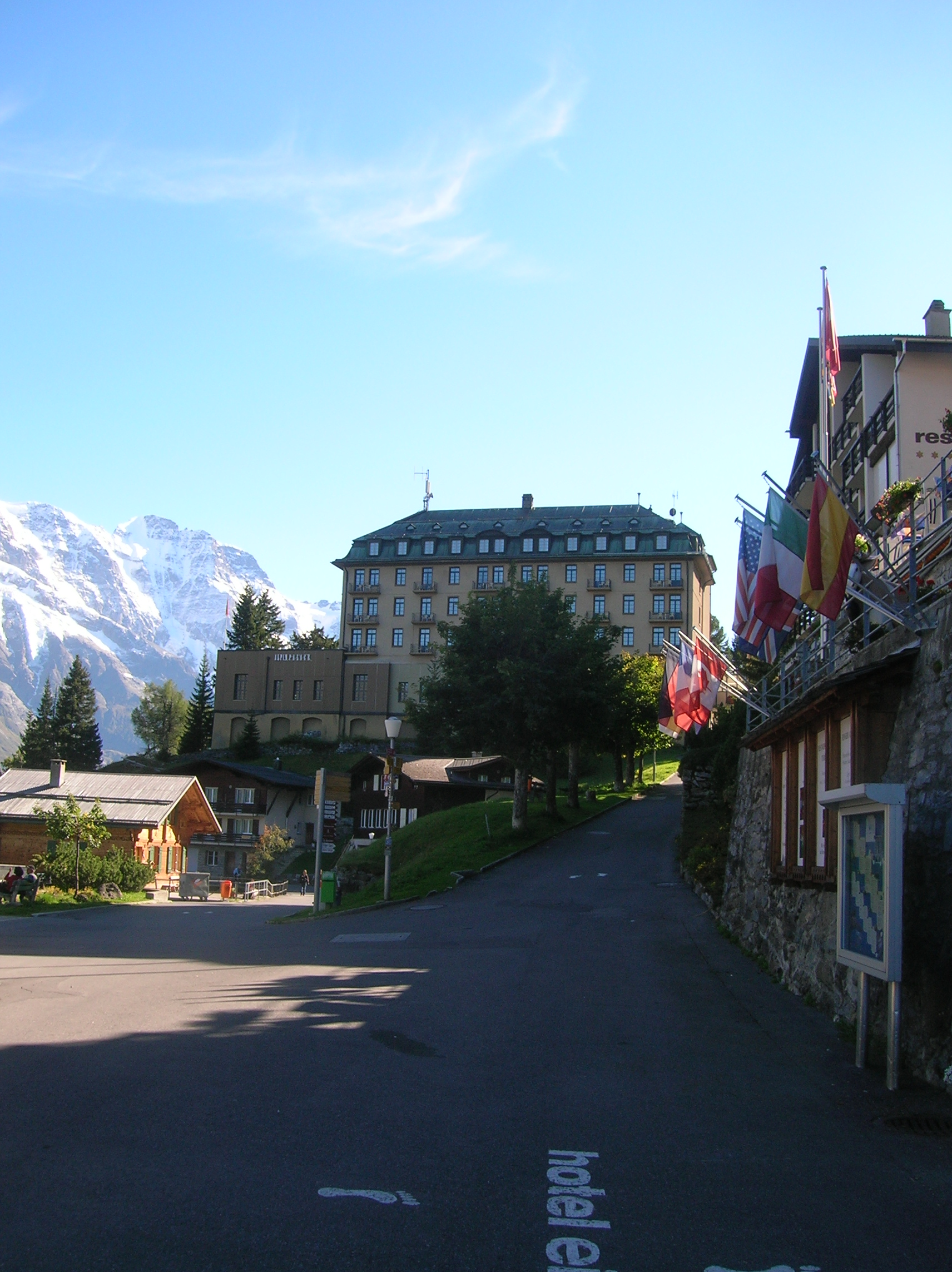

## Rekreace a turistika
V okolí je k dispozici celkem 52 km sjezdovek se 14 vleky (4 lanovky, 6 sedačkových lanovek, 2 železnice a 2 lyžařské vleky). K dispozici je také off-piste lyžování. Ačkoliv tam jsou velmi dobré podmínky k lyžování je zde velmi populární sáňkování. Je zde mnoho trac, které se používají pro sáňkování, včetně trasy z Mürren do Gimmelwaldu. "Bobrun", což je bobová dráha je také využíván pro sáňkování a turistiku. V každém případě je i zde dostatek prostoru pro klasické lyžování a snowboarding. K dispozici jsou i lyžařské školy.
V obci se nachází velké sportovní centrum s 25 m plaveckým bazénem, squashové kurty a sportovní hala, velké kluziště, které je někdy používán pro curling, stejně jako zvláštní curling kluziště, které je v létě naopak využíváno jako tenisový kurt. V létě jsou také k dispozici klasické tenisové kurty.

Mürren ...
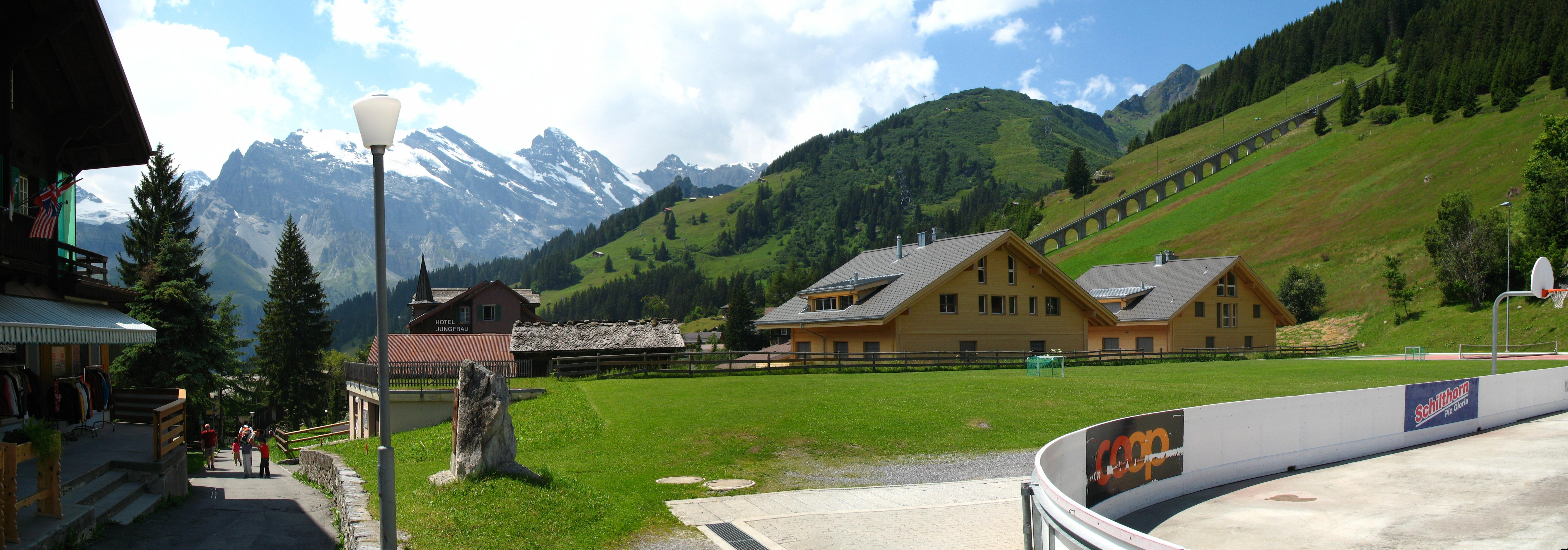
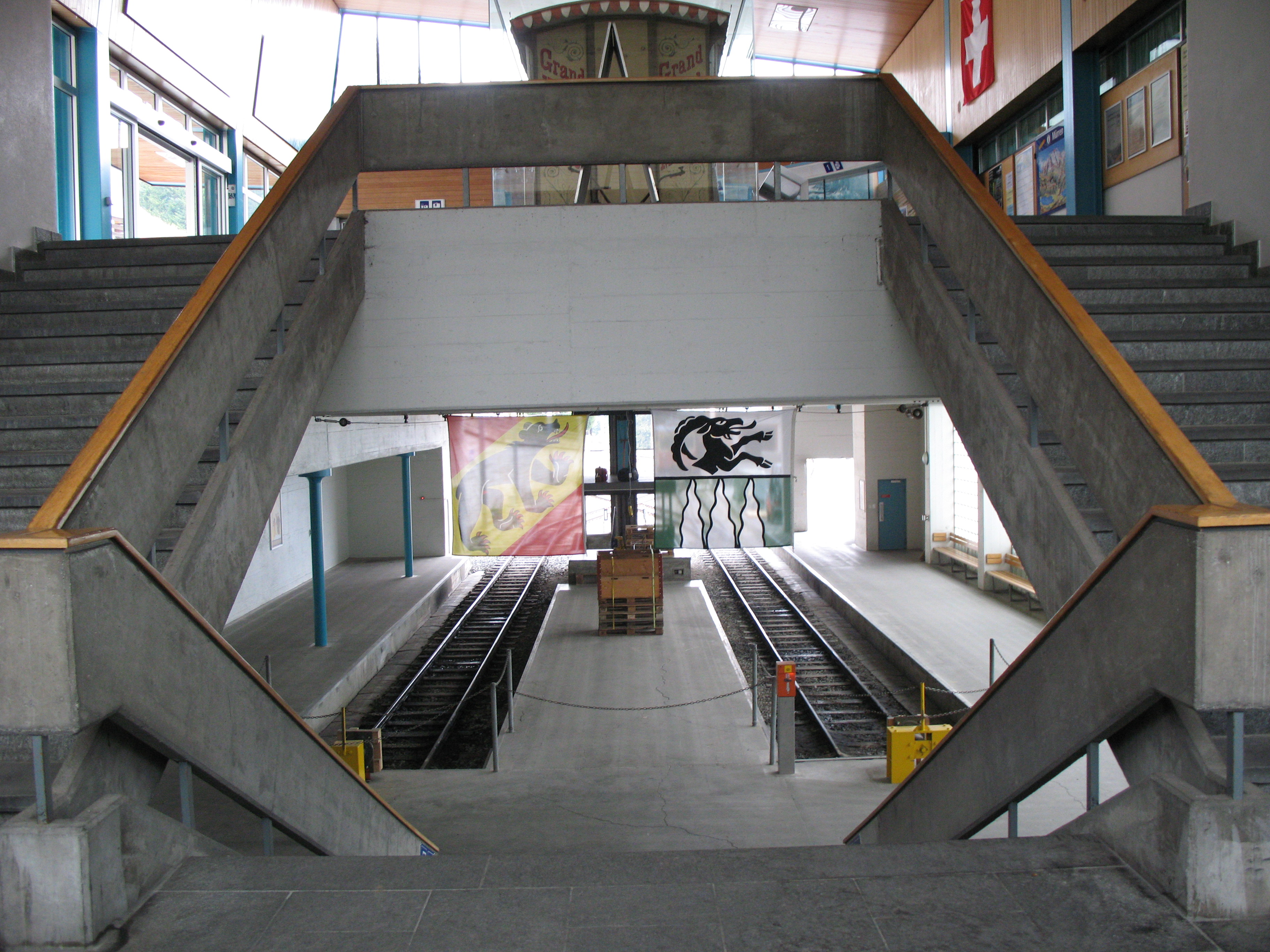
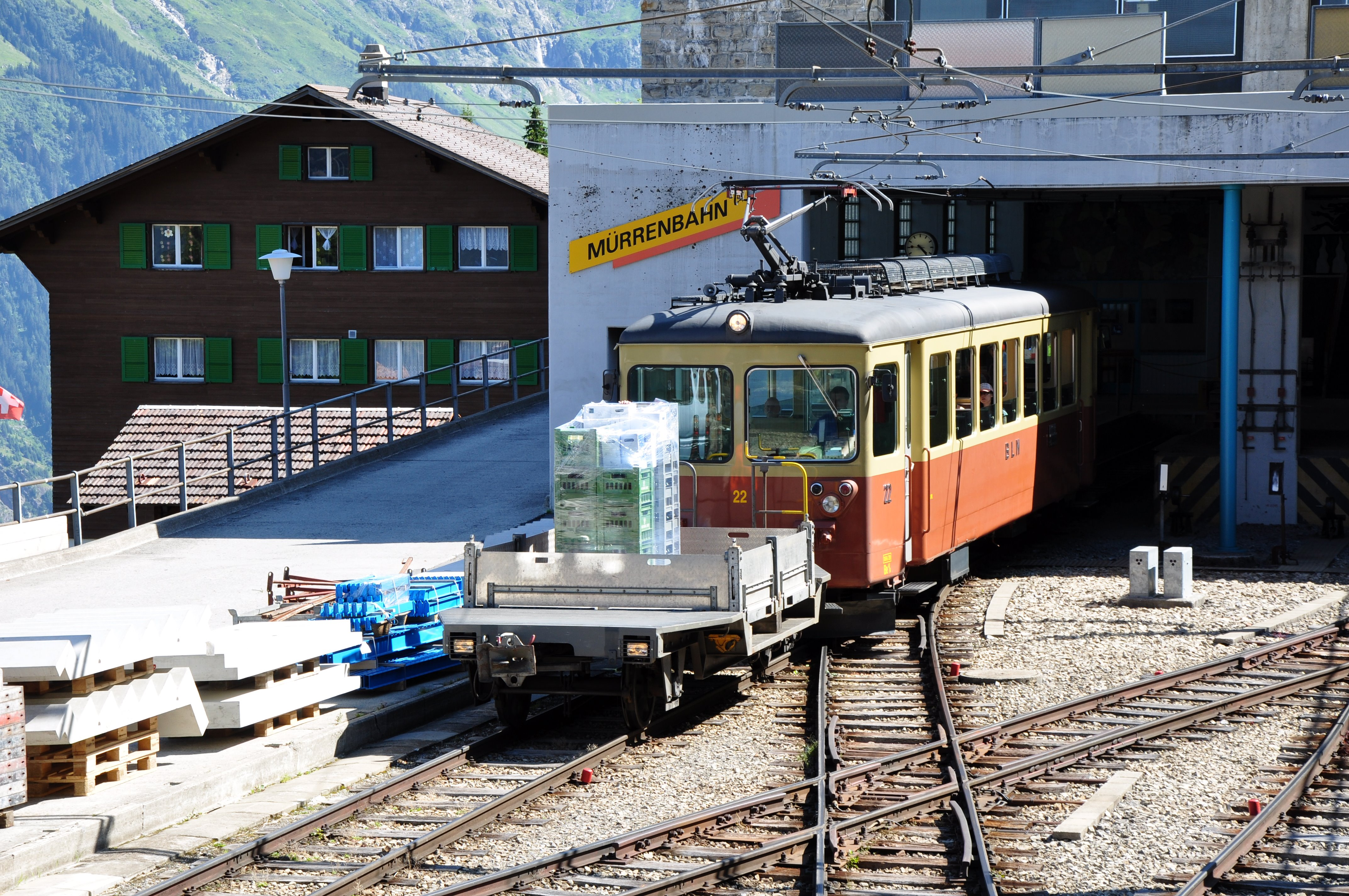

## Doprava
Mürren není běžně dostupné po silnici ale je zde dobře organizovaná doprava místní drahou:
Bergbahn Lauterbrunnen - Mürren: (Lauterbrunnen - Grütschalp - Mürren) používá kombinaci visuté lanové dráhy a adhezní dráhy.
Z Lauterbrunnen je možno dále pokračovat do Interlakenu nebo na Kleine Scheidegg, Jungfraujoch.

### Region
- Jungfraujoch – dominanta oblasti
- Jungfrauregion – rekreační oblast ve švýcarských Bernských Alpách, v okolí hory Jungfrau

### Doprava vregionu
- Jungfraubahnen – železniční společnost, která zajišťuje dopravu v oblasti Jungfrauregionu